# K2-303
K2-303, EPIC 206317286 — одиночная звезда в созвездии Водолея на расстоянии приблизительно 1045 световых лет (около 320 парсек) от Солнца. Видимая звёздная величина звезды — +14,051m.
Вокруг звезды обращается, как минимум, две планеты.

## Характеристики
K2-303 — оранжевый карлик спектрального класса K1V, или K3V. Масса — около 0,832 солнечной, радиус — около 0,758 солнечного, светимость — около 0,255 солнечной. Эффективная температура — около 4709 К.

## Планетная система
В 2019 году командой астрономов, работающих с фотометрическими данными в рамках проекта Kepler K2, было объявлено об открытии планеты K2-303 b.
В 2022 году командой астрономов, работающих с фотометрическими данными в рамках проекта Kepler K2, было объявлено об открытии планеты K2-303 c.